# ジェイミー・シェリダン
ジェイミー・シェリダン（Jamey Sheridan, 本名：James Patrick Sheridan, 1951年7月12日 - ）は、アメリカ合衆国の俳優。カリフォルニア州パサデナ出身。

## 来歴
1978年に舞台俳優としてデビューし、1987年、アーサー・ミラー作の『みんなわが子』（All My Sons）でトニー賞にノミネートされる。
主にテレビドラマを中心に活躍。『弁護士シャノン』の主人公ジャック・シャノン役や、『LAW & ORDER:犯罪心理捜査班』のジェームズ・ディーキンズ警部役、『HOMELAND』の副大統領役で知られる。

## 主な出演作品

### 映画
- ジャンピン・ジャック・フラッシュ Jumpin' Jack Flash (1986)
- 事件を追え The House on Carroll Street (1988)
- ディスタント・サンダー Distant Thunder (1988)
- アイリスへの手紙 Stanley & Iris (1989)
- クイック・チェンジ Quick Change (1990)
- ドリーム・ゲーム/夢を追う男（英語版）Talent for the Game (1991)
- クリスマスに万歳! All I Want for Christmas (1991)
- 刑事エデン/追跡者 A Stranger among Us (1992)
- 暗闇のささやき Whispers in the Dark (1992)
- ザ・スタンド The Stand (1994) テレビミニシリーズ
- アイス・ストーム The Ice Storm (1997)
- Born to be ワイルド Wild America (1997)
- クレイドル・ウィル・ロック Cradle Will Rock (1999)
- 海辺の家 Life as a House (2001)
- シリアナ Syriana (2005)
- ザ・クリミナル 合衆国の陰謀 Nothing but the Truth (2008)
- ゲーム・チェンジ 大統領選を駆け抜けた女 Game Change (2012) テレビ映画
- ザ・イースト The East (2013)
- スポットライト 世紀のスクープ Spotlight (2015)
- ハドソン川の奇跡 Sully (2016)
- バトル・オブ・ザ・セクシーズ Battle of the Sexes (2017)
- モンスターズ 悪魔の復讐 Lizzie (2018)
- ジョン・デロリアン Driven (2018)

### テレビドラマ
- 私立探偵スペンサー Spenser: For Hire (1987)
- 弁護士シャノン Shannon's Deal (1990-1991)
- シカゴ・ホープ Chicago Hope (1995-1996)
- LAW & ORDER:犯罪心理捜査班 Law & Order: Criminal Intent (2001-2006)
- Trauma (2009-2010)
- HOMELAND Homeland (2011-2012)
- ARROW/アロー Arrow (2012-2017)
- NCIS 〜ネイビー犯罪捜査班 NCIS (2013)[2]
- SMASH Smash (2013)
- SUITS/スーツ Suits (2014)
- Agent X (2015)
- アメリカン・ゴシック 〜偽りの一族〜 American Gothic (2016)